# Shonan Bellmare
Shonan Bellmare (湘南ベルマーレ, Shōnan Berumāre) är ett fotbollslag från Hiratsuka i Kanagawa prefektur, Japan. Laget spelar för närvarande (2020) i den högsta proffsligan J1 League.
Namnet Bellmare är ett ihopsatt ord från det latinska för "vacker" och "hav". Shonan står för området där Hiratsuka ligger. 
Laget hette från och med 1993 Shonan Bellmare, men i och med att de började delta i den japanska proffsligan J-League 1994 blev de tvungna att byta namn eftersom J-League krävde att lagets hemstad skulle ingå i namnet. De hette då Bellmare Hiratsuka. När J-League ändrade sina regler 2000 ändrade laget sitt namn tillbaka till det nuvarande.
Den mest kända japanska spelaren som spelat för Shonan Bellmare är Hidetoshi Nakata. Han spelade mellan 1995 och 1998 innan han flyttade till Italien och Perugia.

## Titlar
- Emperors Cup:
  - 1994 (som Bellmare Hiratsuka)
- Asiatiska Cupvinnarcupen
  - 1995/1996

## Placering tidigare säsonger
| År   | Liga | M  | Po  | V  | O  | F  | Pl      | Notering           |
| 1994 | J    | 44 | -   | 23 | -  | 21 | 5 / 12  |                    |
| 1995 | J    | 52 | 65  | 21 | -  | 31 | 11 / 14 |                    |
| 1996 | J    | 30 | 36  | 12 | -  | 18 | 11 / 16 |                    |
| 1997 | J    | 32 | 49  | 18 | -  | 14 | 8 / 17  |                    |
| 1998 | J    | 34 | 42  | 16 | -  | 18 | 11 / 18 |                    |
| 1999 | J1   | 30 | 13  | 4  | 1  | 25 | 16 / 16 | Nedflyttad till J2 |
| 2000 | J2   | 40 | 43  | 15 | 1  | 24 | 8 / 11  |                    |
| 2001 | J2   | 44 | 60  | 20 | 4  | 20 | 8 / 12  |                    |
| 2002 | J2   | 44 | 64  | 16 | 16 | 12 | 5 / 12  |                    |
| 2003 | J2   | 44 | 44  | 11 | 11 | 22 | 10 / 12 |                    |
| 2004 | J2   | 44 | 36  | 7  | 15 | 22 | 10 / 12 |                    |
| 2005 | J2   | 44 | 54  | 13 | 15 | 16 | 7 / 12  |                    |
| 2006 | J2   | 48 | 49  | 13 | 10 | 25 | 11 / 13 |                    |
| 2007 | J2   | 48 | 77  | 23 | 8  | 17 | 6 / 13  |                    |
| 2008 | J2   | 42 | 65  | 19 | 8  | 15 | 5 / 15  |                    |
| 2009 | J2   | 51 | 98  | 29 | 11 | 11 | 3 / 18  | Uppflyttad till J1 |
| 2010 | J1   | 34 | 16  | 3  | 7  | 24 | 18 / 18 | Nedflyttad till J2 |
| 2011 | J2   | 38 | 46  | 12 | 10 | 16 | 14 / 20 |                    |
| 2012 | J2   | 42 | 75  | 20 | 15 | 7  | 2 / 22  | Uppflyttad till J1 |
| 2013 | J1   | 34 | 25  | 6  | 7  | 21 | 16 / 18 | Nedflyttad till J2 |
| 2014 | J2   | 42 | 101 | 31 | 8  | 3  | 1 / 22  | Uppflyttad till J1 |
| 2015 | J1   | 34 | 48  | 13 | 9  | 12 | 8 / 18  |                    |
| 2016 | J1   | 34 | 27  | 7  | 6  | 21 | 17 / 18 | Nedflyttad till J2 |
| 2017 | J2   | 42 | 83  | 24 | 11 | 7  | 1 / 22  | Uppflyttad till J1 |
| 2018 | J1   | 34 | 41  | 10 | 11 | 13 | 13 / 18 |                    |

- M: Antal matcher spelade, Po Antal poäng, V Vunna matcher, O Oavgjorda matcher, F Förlorade matcher, Pl Placering i tabellen/antal lag

## Spelartrupp
Aktuell 23 april 2022
| Nr | Land      | Pos | Namn                                      |
| -- | --------- | --- | ----------------------------------------- |
| 1  | Japan     | MV  | Kosei Tani (lån från Gamba Osaka)         |
| 2  | Japan     | F   | Daiki Sugioka (lån från Kashima Antlers)  |
| 3  | Japan     | F   | Hirokazu Ishihara (kapten)                |
| 4  | Japan     | F   | Koki Tachi                                |
| 5  | Japan     | MF  | Shota Kobayashi                           |
| 6  | Japan     | F   | Takuya Okamoto                            |
| 7  | Japan     | MF  | Satoshi Tanaka                            |
| 8  | Japan     | F   | Kazunari Ono                              |
| 9  | Brasilien | A   | Wellington                                |
| 10 | Japan     | MF  | Naoki Yamada                              |
| 11 | Norge     | A   | Tarik Elyounoussi                         |
| 13 | Japan     | MF  | Yusuke Segawa                             |
| 14 | Japan     | MF  | Akimi Barada                              |
| 15 | Japan     | MF  | Takuji Yonemoto (lån från Nagoya Grampus) |
| 16 | Japan     | F   | Shuto Yamamoto                            |
| 17 | Japan     | A   | Yuki Ohashi                               |
| 18 | Japan     | A   | Shuto Machino                             |
| 19 | Japan     | A   | Ryo Nemoto                                |

| Nr | Land  | Pos | Namn                                       |
| -- | ----- | --- | ------------------------------------------ |
| 20 | Japan | F   | Kodai Minoda                               |
| 21 | Japan | MV  | Hiroki Mawatari (lån från Fagiano Okayama) |
| 22 | Japan | F   | Kazuki Oiwa                                |
| 23 | Japan | MV  | Daiki Tomii                                |
| 24 | Japan | F   | Hayato Fukushima                           |
| 25 | Japan | A   | Yamato Wakatsuki                           |
| 26 | Japan | F   | Taiga Hata                                 |
| 27 | Japan | A   | Masaki Ikeda                               |
| 28 | Japan | MF  | Taiyo Hiraoka                              |
| 29 | Japan | A   | Akito Suzuki                               |
| 30 | Japan | MF  | Junnosuke Suzuki                           |
| 31 | Japan | MV  | Kotaro Tachikawa                           |
| 32 | Japan | F   | Sere Matsumura                             |
| 33 | Japan | F   | Taisei Ishii                               |
| 34 | Japan | MF  | Naoki Hara                                 |
| 41 | Japan | MF  | Ryota Nagaki                               |
| 42 | Japan | MF  | Ryo Takahashi                              |

## Tidigare spelare
| - Hidetoshi Nakata - Yoshinobu Ishii - Mitsuru Komaeda - Mitsuo Watanabe - Shigeharu Ueki - Keisuke Tsuboi - Keizo Imai - Hiroyuki Sakashita - Tsutomu Sonobe - Mitsugu Nomura - Yutaka Ikeuchi - Osamu Taninaka - Satoshi Tezuka - Masaaki Mori - Katsuyoshi Shinto - Yasuharu Sorimachi - Teruo Iwamoto - Yoshiro Moriyama | - Satoshi Tsunami - Yoshihiro Natsuka - Koji Noguchi - Nobuyuki Kojima - Takuya Takagi - Masakiyo Maezono - Yasuyuki Moriyama - Kazuaki Tasaka - Toshihide Saito - Wagner Lopes - Akira Narahashi - Teruyuki Moniwa - Ryota Tsuzuki - Naoki Yamada - Wataru Endo - Ryota Nagaki - Yuichi Maruyama | - Stephen Laybutt - Edivaldo Hermoza - Mirandinha - Betinho - Almir - Carlos Alberto Dias - Pita - Hernán Gaviria - Arley Dinas - Ever Palacios - Hamilton Ricard - Stevica Ristić - Casiano Delvalle - Daniel Sanabria - Ángel Ortiz - Pavel Badea - Vitaliy Parakhnevych |